# Sjón
Sigurjón Birgir Sigurðsson (Reykjavík, 1962. augusztus 27. –), Sjón (izlandiul: [sjouːn]; jelentése "látvány" és keresztnevének rövidítése) izlandi költő, regényíró, szövegíró és forgatókönyvíró. Sjón gyakran dolgozik együtt Björk énekesnővel, és fellépett a The Sugarcubes-szel, mint Johnny Triumph. Műveit 30 nyelvre fordították le.

## A kezdetek
Az izlandi Reykjavíkban született Sjón a város Breiðholt kerületében nőtt fel, ahol édesanyjával élt. Írói pályafutását korán kezdte, és 1978-ban, 16 éves korában kiadta első verseskötetét, a Sýnir-t (Látomások).

## Pályafutása
A Medúsa új-szürrealista csoport egyik alapító tagja volt, és jelentős szerepet kapott Reykjavík kulturális életében.
Az 1980-as évek eleje óta az izlandi zenei színtéren tevékenykedő Sjón a korszak számos legismertebb előadójával dolgozott együtt és vendégénekesként szerepelt egy ritka Sugarcubes 12"-es kislemezen, a "Luftgitar"-on 1987-ben, Johnny Triumph néven. Sjón Björk és Einar Örn Benediktsson léggitáros videoklipje kíséretében Sjón alkalmanként ismételte ezt a szerepet a The Sugarcubes koncertek utolsó ráadásában, beleértve a zenekar 2006-os, egyszeri reykjavíki újraegyesülését.

### Björk
Sjón és Björk tinédzser korukban találkoztak először, és együtt alapítottak egy kétszemélyes bandát Rocka Rocka Drum néven. Később, amikor Björk az 1990-es években elkezdte szólókarrierjét, Sjón dalszövegeket írt neki. A páros összeállt, hogy megírják az "I've Seen it All" című dalt a Dancer in the Dark című filmhez 2000-ben, és ennek eredményeként Sjón és Björk megosztva lett jelölt a "Legjobb eredeti dal" kategóriában a 2001-es Golden Globe-on és a 2001-es Oscar-on. Két évvel később Sjón szerepelt az Inside Björk című dokumentumfilmben. 2004-ben Björk előadta az „Oceania” című dalt – egy dalt, amelyet ketten együtt írtak – a 2004-es nyári olimpia megnyitóján Athénban, Görögországban.

### Írásai
2007-ben közreműködött az eredeti történetben, és ő írta az Anna and the Moods című animációs film forgatókönyvét. Ő is csatlakozott a szereplőgárdához, megszólaltatva Dr. Artmann karakterét.
2021 augusztusától decemberig Sjón a zürichi Literaturhaus és a zürichi PWG Alapítvány rezidens írója volt.
Robert Eggers rendezővel közösen írta a 2022-es The Northman című filmet, amely egy történelmi eposz és bosszúálló thriller Amleth viking herceg legendája alapján. Björk látnoknőként mellékszerepben jelenik meg a filmben.

## Magánélete
Sjón Londonban élt és dolgozott, de jelenleg Reykjavík központjában él feleségével. Két felnőtt gyermeke van.

## Díjak és kitüntetések

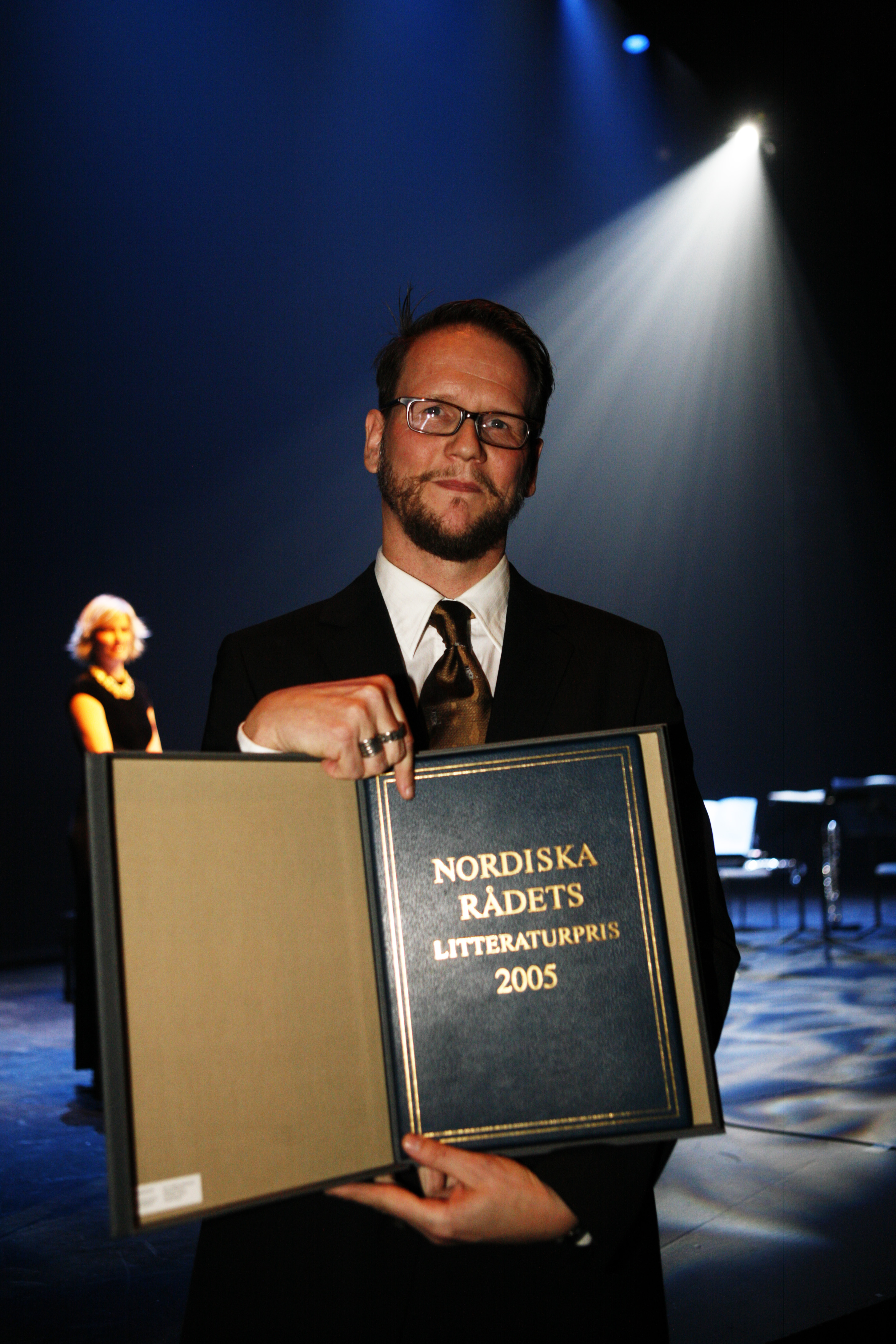
Az Északi Tanács 2005-ös irodalmi díjának nyertese

- 1995: DV Newspaper Culture Prize for Literature for Made in Secret
- 1998: Icelandic Broadcasting Service Writers Fund for contribution to Icelandic literature
- 2002: DV Newspaper Culture Prize for Literature for With A Quivering Tear
- 2005: Nordic Council's Literature Prize for The Blue Fox
- 2005: Icelandic Bookseller's Prize for Novel of the Year for The Whispering Muse

Sjónt Oscar-díjra és Golden Globe-ra jelölték a Dancer in the Dark című film "I've Seen It All" című daláért.
2016-ban Sjón lett a harmadik író, akit kiválasztottak a Future Library projekthez.
- 2013: Izlandi Irodalmi Díj
- 2023: A Svéd Akadémia 2023-as Északi Díja[23]

## Művei

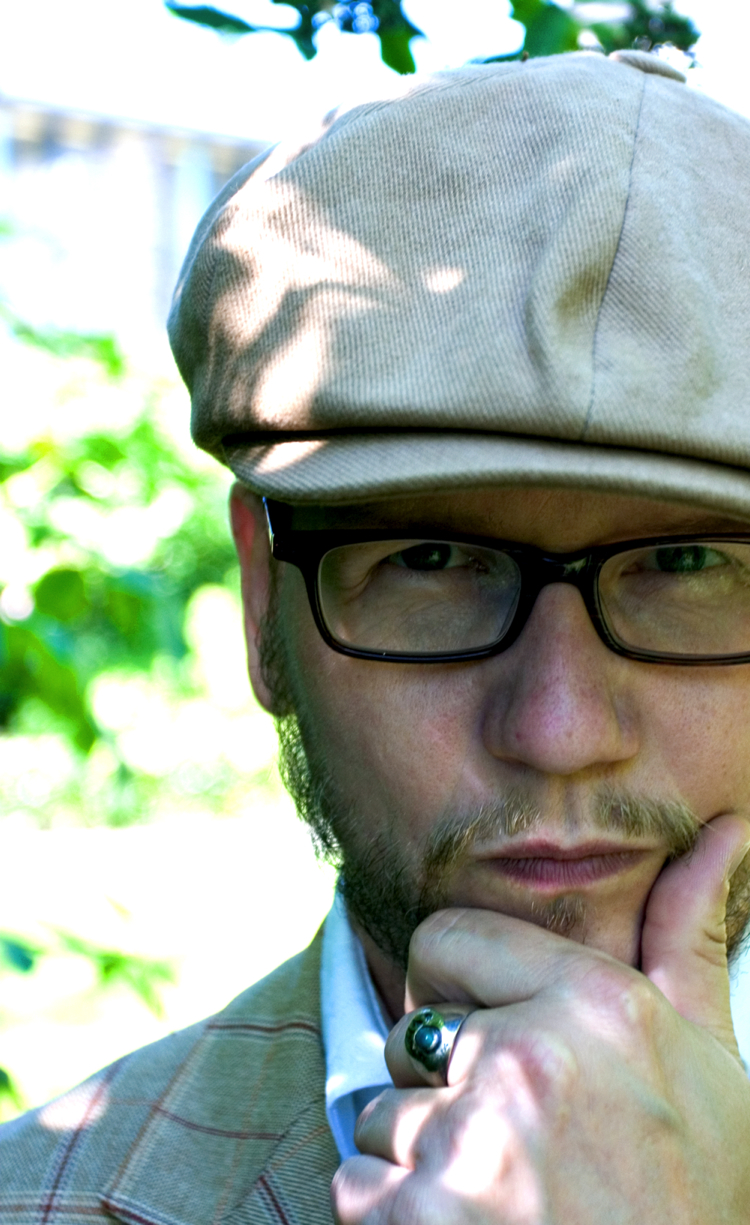
Sigurjón Birgir Sigurðsson

### Regények
- 1978 Sýnir: yrkingar
- 1979 Madonna
- 1979 Birgitta
- 1981 Hvernig elskar maður hendur
- 1982 Reiðhjól blinda mannsins
- 1983 Sjónhverfingabókin
- 1985 Oh!: (isn't it wild)
- 1986 Leikfangakastalar sagði hún það er ekkert til sem heitir leikfangakastalar
- 1986 Drengurinn með röntgenaugun (versgyűjtemény 1978-1986) (Mál og menning, Reykjavík)
- 1987 Stálnótt (Mál og menning, Reykjavík)
- 1989 Ævintýri Tinnu og Hreins Borgfjörð 1937 (Þorra Hringssyni-al együtt)
- 1989 Engill, pípuhattur og jarðarber (Mál og menning, Reykjavík)
- 1991 Ég man ekki eitthvað um skýin (Mál og menning, Reykjavík) ISBN 9979-3-0252-6
- 1993 Night of the Lemon (Greyhound Press)
- 1994 Augu þín sáu mig (Mál og menning, Reykjavík) ISBN 9979-3-1954-2
- 1995 Sagan af húfunni fínu
- 1998 Myrkar fígúrur
- 2000 Númi og höfuðin sjö
- 2001 Með titrandi tár (Mál og menning, Reykjavík) ISBN 9979-3-2242-X
- 2002 Sagan af furðufugli (Mál og menning, Reykjavík) ISBN 9979-3-2342-6
- 2003 Skugga-Baldur (Bjartur, Reykjavík) ISBN 9979-774-43-6
- 2005 Argóarflísin (Bjartur, Reykjavík) ISBN 9979-788-24-0
- 2007 Söngur steinasafnarans (Bjartur, Reykjavík) ISBN 978-9979-788-96-6
- 2008 Rökkurbýsnir (Bjartur, Reykjavík)
- 2013 Mánasteinn (JPV, Reykjavík)
- 2015 Gráspörvar og ígulker (JPV, Reykjavík)
- 2016 Ég er sofandi hurð (JPV, Reykjavík)
- 2019 Korngult hár, grá augu (JPV, Reykjavík)

### Magyarul
- A macskaróka. Népi történet (Skugga-Baldur) – Magvető, Budapest, 2011 · ISBN 9789631429596 · fordította: Egyed Veronika
- A cethal gyomrában (Rökkurbýsnir) – Magvető, Budapest, 2015 · ISBN 9789631432893 · fordította: Egyed Veronika, versford. Dunajcsik Mátyás
- CoDex 1962 (CoDex 1962) – Gondolat, Budapest, 2020 · ISBN 9789636939564 · fordította: Patat Bence
- Az Argó suttogása. Iaszón és Kaineusz mítosza (Argóarflísin) – Gondolat, Budapest, 2023 · ISBN 9789635564224 · fordította: Patat Bence

### Versek
- Visions ("Sýnir", 1978)
- Madonna (1979)
- Birgitta (Medúsa, 1979)
- How Does One Make Love to Hands? (with Matthías Sigurður Magnússon) ("Hvernig elskar maður hendur?", Medúsa, 1981)
- The Blind Man's Bicycle ("Reiðhjól blinda mannsins", 1982)
- The Book of Illusions ("Sjónhverfingabókin", Medúsa, 1983)
- Oh, Isn't it Wild? (Medúsa, 1985)
- Toy Castles ... ("Leikfangakastalar", Medúsa, 1986)
- The Boy with the X-Ray Eyes, poems from 1978 to 1986 ("Drengurinn með röntgenaugun", Mál og menning, 1986)
- there is something I can't remember about the clouds ("Ég man ekki eitthvað um skýin", Mál og menning, 1991) ISBN 9979-3-0252-6
- obscure figures ("myrkar fígúrur", Mál og menning, 1998)
- the song of the stone collector ("Söngur steinasafnarans", Bjartur, 2007) ISBN 978-9979-788-96-6
- Collected Poems 1978–2008 ("Ljóðasafn 1978–2008", Bjartur, 2008)

### Színdarab
- "Shadow Play" ("Skuggaleikur") – a libretto based on the short story "Skyggen" by H. C. Andersen – Strengjaleikhúsið – Reykjavík 2006
- "Gargoyles" ("Ufsagrýlur") – a play – Lab Loki theatre troupe – Reykjavík 2010
- "Tales from a Sea Journey" – a play written in collaboration with the theatre group – New International Encounter – Oslo 2011
- "The Motion Demon" – a libretto based on the short stories of Stefan Grabinski – Figura Ensemble – Copenhagen 2011
- "Red Waters" – a libretto co-written with Keren Ann and Barði Jóhannsson(wd)[24] – CDN Orleans – Rouen 2011
- "Hvörf" – a play cowritten with Lab Loki theatre troupe – The National Theatre – Reykjavík 2013
- "Folie à Deux" – a libretto in six songs created with composer Emily Hall(wd)[25] for opera company – Mahogany Opera Group – premiered Bergen 2015
- "Seven Stones" – a libretto for an opera cowritten with Ondřej Adámek, directed and choreographed by Éric Oberdorff(wd)[26] – Théâtre du Jeu de Paume – Aix-en-Provence 2018

### Együttműködés Björkkel
- "Isobel" a Post albumon (1995)
- "Bachelorette" és "Jóga" a Homogenic albumon (1997)
- Dalszöveg a Dancer in the Dark[27] és annak soundtrackje, a Selmasongs, amelyet Lars von Trier-rel közösen írtak (2000)
- "Oceania", a 2004-es nyári olimpia nyitóünnepségére íródott és a Medúlla albumon szerepelt (2004)
- "Wanderlust" a Volta albumon (2007)
- "The Comet Song" a Moomins and the Comet Chase (2010) című filmben szerepel
- "Cosmogony", "Virus" és "Solstice" a Biophilia albumon (2011)

### Film
- Reykjavik Whale-Watching Massacre (2009) (forgatókönyvíró és társíró)
- Lamb (2021) (Valdimar Jóhannsson-nal)
- The Northman (2022) (társíró Robert Eggers-el[19])

## Fordítás
- Ez a szócikk részben vagy egészben  a   Sjón című angol Wikipédia-szócikk fordításán alapul.  Az eredeti cikk szerkesztőit annak laptörténete sorolja fel. Ez a jelzés csupán a megfogalmazás eredetét és a szerzői jogokat jelzi, nem szolgál a cikkben szereplő információk forrásmegjelöléseként.